# كتلبة أرجوانية
كتلبة أرجوانية (الاسم العلمي:Catalpa purpurea) هي نوع من النباتات تتبع جنس الكتلبة من الفصيلة البنيونية.